# Inmigración por jubilación en Ecuador
La Inmigración por jubilación en Ecuador constituye el traslado de personas, de cualquier nacionalidad, desde sus países de origen hacia Ecuador, con ánimo de establecer una nueva residencia, tras haber alcanzado su jubilación, su retiro o la tercera edad.
Es un fenómeno migratorio recientemente reconocido internacionalmente; pero que ha venido aconteciendo, desde hace varios años atrás.
Actualmente los estadounidenses representan el colectivo retirado inmigrante más extenso radicado en el Ecuador, seguidos de cerca por los colectivos de Noruega, Dinamarca]], España, Argentina, Canadá, Portugal, Suecia, Inglaterra, Israel, Japón y Bélgica.
Más del 45% de los inmigrantes jubilados legaliza, en Ecuador, su doble nacionalidad, mientras el resto opta por la nacionalidad temporal por retiro internacional (concedido únicamente por Ecuador, Francia y Chile); siendo este tipo de inmigración la que ha causado a Ecuador un aumento drástico de su población europea y norteamericana.

## Destinos de preferencia en Ecuador
Los destinos preferidos por los inmigrantes jubilados o retirados o de la tercera edad son: Imbabura, Galápagos, Santa Elena, Cuenca y Quito.
En el 2013 la ciudad ecuatoriana con más inmigrantes jubilados fue Cotacachi.
En el 2014 Ecuador es considerado el mejor destino para inmigrantes por jubilación en el mundo, receptando un 35% del total de aquellos.

## Nacionalidades principales
| Puesto | País           | Población residente total | Porcentaje con doble nacionalidad | Observaciones |
| ------ | -------------- | ------------------------- | --------------------------------- | --- |
| 1      | Estados Unidos | 7.945                     | 59,8%                             | Es la inmigración norteamericana más numerosa en Ecuador. La mayoría reside en la ciudad de Cuenca                                             |
| 2      | Noruega        | 4.329                     | 82,19%                            | La mayoría reside en Galápagos |
| 3      | Argentina      | 4.208                     | 32,8%                             | |
| 4      | Dinamarca      | 3.907                     | 25,4%                             | La mayoría reside en Quito |
| 5      | Suecia         | 3.400                     | 14,9%                             | La mayoría reside en Galápagos |
| 6      | Canadá         | 3.381                     | 43,2%                             | La mayoría reside en Imbabura |
| 7      | España         | 3.328                     | 94,28%                            | Aumenta considerablemente desde 2013, y junto a los inmigrante españoles no jubilados representan el tercer mayor colectivo migrante del país. |
| 8      | Bélgica        | 3.047                     | 82,52%                            | Es muy reciente |
| 9      | Alemania       | 2.994                     | 12,98%                            | |
| 10     | Japón          | 2.877                     | 72,2%                             | Es muy antigua y prefiere residir en Imbabura                                                                                                  |
| 11     | Inglaterra     | 2.774                     | 25,17%                            | |
| 12     | Portugal       | 2.302                     | 18,52%                            | |
| 13     | Brasil         | 1.835                     | 24,98%                            | Provienen de Manaos principalmente |
| 14     | Israel         | 1.729                     | 95,83%                            | |
| 15     | Suiza          | 1.402                     | 72,2%                             | Prefieren la Amazonía y Quito |

- Los valores de población de cada país son los correspondientes únicamente a inmigrantes jubilados y/o retirados. No son valores que incluyan a una población inmigrante total, pues esos corresponden a otros datos.

## Causas
Además de los atributos naturales del país, se consideran como causales de preferencia de parte de los inmigrantes hacia Ecuador: los precios muy bajos de sus bienes y servicios; una excelente paisajística e infraestructura habitacional adecuada para estas personas; un potencial turístico inmenso; baja contaminación a pesar de la alta y creciente industrialización; PIB per cápita elevado; seguridad social y sanitaria; excelente sistema de servicios; y, una amplia apertura a las diferentes culturas, convirtiendo a Ecuador en una potencia cosmopolita y una creciente receptora de inmigración principalmente europea.